# Uggiano la Chiesa
Uggiano la Chiesa är en ort och kommun i provinsen Lecce i regionen Apulien i Italien. Kommunen hade 4 385 invånare (2017).